# Myšivka
Myšivky (rod Sicista) jsou drobní myšovití hlodavci, jedni ze zástupců čeledi tarbíkovitých. Vyskytují se ve východní Evropě a v Asii. Jeden druh – myšivka horská – žije roztroušeně i v horských oblastech v Česku.
Obývají lesy, houštiny, louky i stepi. Živí se semeny, lesními plody i hmyzem. Za potravou se vydávají v noci.
Jsou podobní myšovitým hlodavcům, ale nejsou s nimi příbuzní. Systematicky patří spolu s tarbíky, frčíky a americkými myšivkami z podčeledi Zapodinae do čeledi tarbíkovitých.

## Výskyt
Myšivky se vyskytují ve střední, severní a východní Evropě, v Palearktické oblasti v Asii až po ostrov Sachalin.
Žijí v lesích, houštinách, podhorských loukách i ve stepi.

## Taxonomie

### Podčeleď myšivek krátkonohých
Rod Sicista je jediným rodem podčeledi Sicistinae – myšivky krátkonohé. Tento rod zahrnuje 13 druhů:
- Sicista armenica – myšivka arménská – vyskytující se na malém území v severozápadní Arménii,
- Sicista betulina – myšivka horská – žije ostrůvkovitě ve střední a severní Evropě ve Švýcarsku, Rakousku, Česku, Dánsku, Norsku a Švédsku, od Polska a Ukrajiny pak na souvislejším území přes Pobaltské státy, Finsko, evropské části Ruska až na Sibiř k hranicím s Mongolskem,
- Sicista caucasica – myšivka kavkazská – obývající severní Kavkaz,
- Sicista caudata – myšivka dlouhoocasá – žijící v ruském Přímořském kraji na dálném východě a na ostrově Sachalin,
- Sicista concolor – myšivka jednobarevná – vyskytující se ve třech oddělených oblastech: v Kašmíru v severním Pákistánu, v Číně v jižním Sečuánu a v provincii Kan-su,
- Sicista kazbegica – myšivka gruzínská – žijící na hranicích Gruzie a Ruska,
- Sicista kluchorica – myšivka kluchorská – obývající ruský severní Kavkaz u hranic s Gruzií,
- Sicista napaea – myšivka altajská – žijící na severozápadě pohoří Altaj na Sibiři,
- Sicista pseudonapaea – myšivka šedá – žijící na jihu pohoří Altaj v Kazachstánu,
- Sicista severtzovi – myšivka Severcovova – žijící v Rusku v od Voroněže po Volgograd a na severní Ukrajině,
- Sicista strandi – myšivka jižní – vyskytující se v Rusku od měst Kursku a Saratov na severu po severní Kavkaz a na severozápadní Ukrajině,
- Sicista subtilis – myšivka stepní – žijící ostrůvkovitě od východního Maďarska, Rumunska, východní Ukrajiny přes severní Kazachstán po jezero Bajkal na Sibiři; vyskytuje se také na velmi malém slovenském území u maďarských hranic (na jihozápad od Fiľakova),
- Sicista tianshanica – myšivka ťanšanská – vyskytující se v pohoří Ťan-šan.

### Podčeleď myšivek dlouhonohých
Kromě rodu Sicista se jako myšivky označují i příslušníci podčeledi Zapodinae (někdy česky souhrnně označované jako myšivky dlouhonohé), která zahrnuje 3 rody s 5 druhy:
- rod Eozapus – myšivka
- rod Napaeozapus – myšivka
- rod Zapus – myšivka

Jsou to menší hlodavci žijící v Severní Americe od Aljašky přes celou Kanadu po většinu území USA; v Asii žije jeden druh ve střední Číně. Oproti myšivkám podčeledi Sicistinae mají prodloužené zadní nohy, pomocí nichž umějí skákat. Živí se podobnou potravou, ale více konzumují např. houby nebo hmyz.

## Vzhled

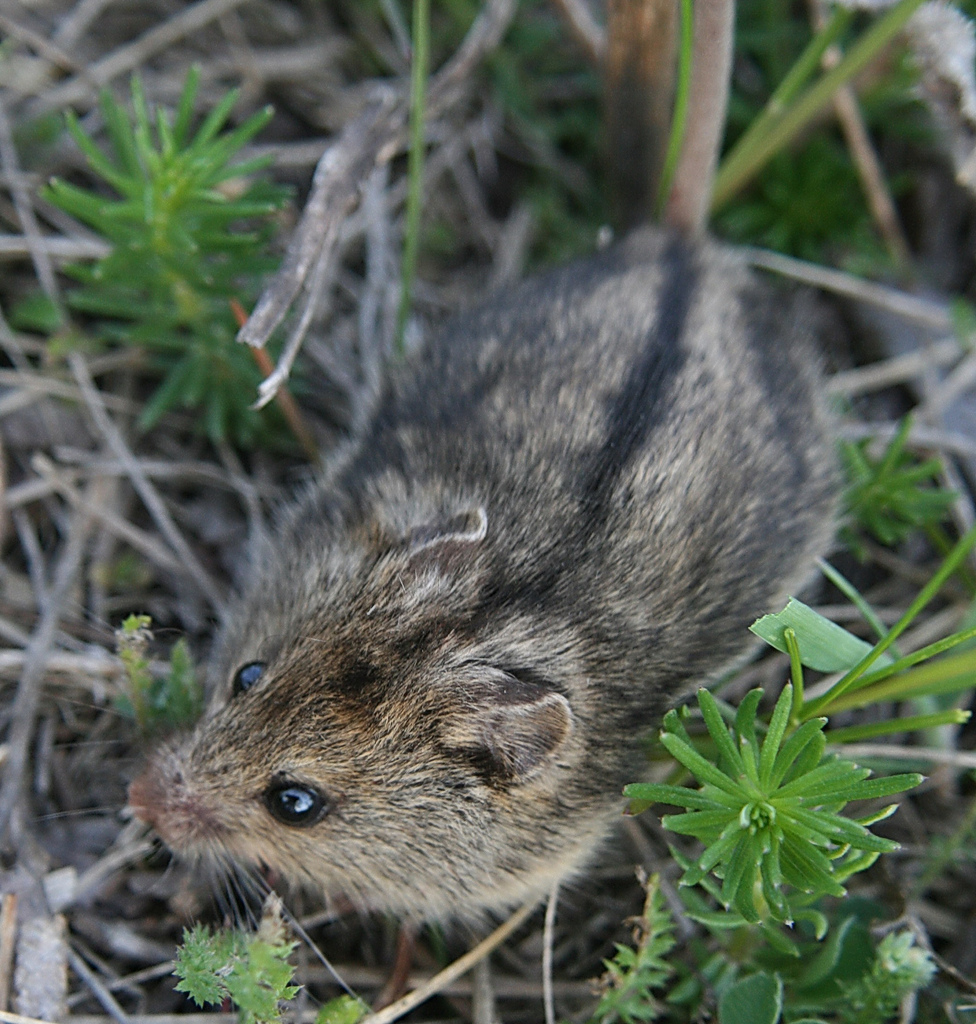
Myšivka stepní (Sicista subtilis)

Myšivky podčeledi Sicistinae jsou myším podobní savci, kteří však nejsou příbuzní myším, krysám a dalším podobným hlodavcům zařazeným do čeledi myšovití (Muridae). Blízko mají k tarbíkům a frčkům, s nimiž tvoří čeleď tarbíkovitých.
Jsou to 50–90 mm dlouzí hlodavci. Ocas mají delší než tělo, je částečně chápavý a měří 65–110 mm. Váží 6–14 g. Svrchní část těla mají světle až tmavě hnědou nebo hnědožlutou, spodní světlou, obvykle světle hnědou.

## Způsob života
Obývají lesy, houštiny, podhorské louky a stepi. Jsou aktivní především v noci. Na podzim se ukládají k zimnímu spánku do podzemních nor. Tento spánek trvá minimálně 6 měsíců.
Myšivky mívají obvykle jen jeden vrh ročně. Rodí až 11 mláďat, která kojí 4 až 5 týdnů. Sexuální dospělosti dosahují po prvním přezimování.
Konzumují semena, lesní plody i hmyz.

## Stupeň ohrožení
Několik myšivek je v červeném seznamu druhů zařazeno mezi ohrožené nebo téměř ohrožené druhy:
- myšivka kluchorská (Sicista kluchorica) je označena jako téměř ohrožená,[3]
- myšivka kavkazská (Sicista caucasica) je označena jako zranitelný druh,[4]

- myšivka arménská (Sicista armenica)[5] a myšivka gruzínská (Sicista kazbegica)[6] jsou zařazeny mezi ohrožené druhy.